# Preußische Pfandbrief-Bank
Die Preußische Pfandbrief-Bank war eine deutsche Hypothekenbank. Sie wurde 1862 gegründet und bestand in dieser Form bis 1930.

## Geschichte

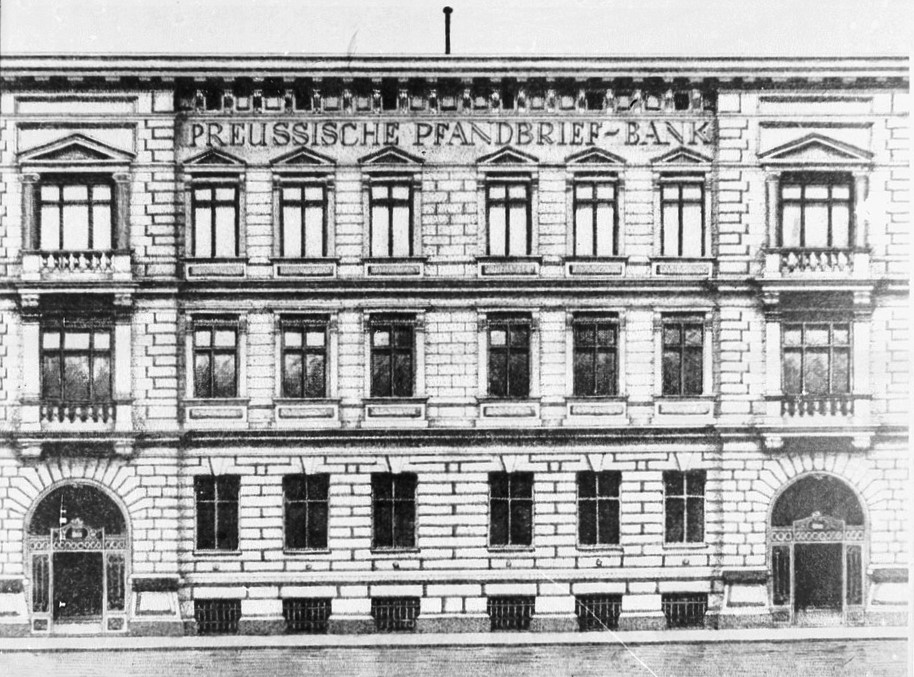
Preußische Pfandbrief-Bank, Voßstraße 29/30

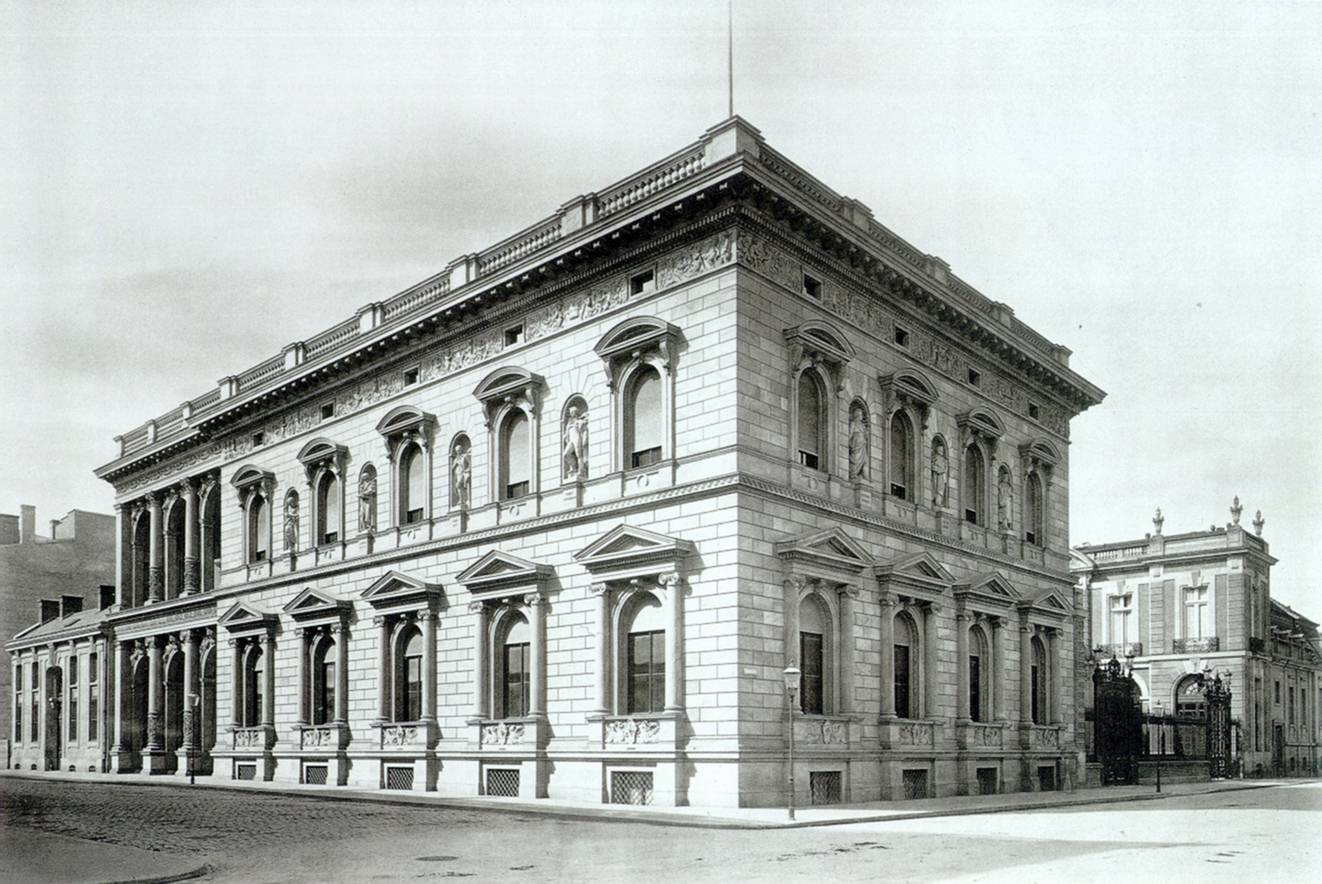
Palais Borsig, Voßstraße 1, um 1881

Das Unternehmen wurde mit landesherrlichem Privilegium vom 21. Juni 1862 von dem Ökonomen Otto Hübner als Preußische Hypotheken-Versicherungs-AG gegründet und bot Hypothekenkautionsversicherungen an. Es hatte anfangs seinen Sitz in der Friedrichstraße 100, ab 1866 in der Friedrichstraße 101, und von 1866 bis 1894 in der Mauerstraße 66. Die Geschäftstätigkeiten waren aber nur von kurzer Dauer. Nach anfänglich sehr guten Umsätzen, brachen diese bald ein, sodass die  Preußische Hypotheken-Versicherungs-AG ihren Tätigkeitsbereich änderte und selbst zum Hypothekeninstitut wurde. Am 10. November 1894 beschloss die Generalversammlung die Änderung der Firma in Preußische Pfandbrief-Bank. Diesen Namen führte sie ab dem 20. April 1895  und hatte ihren Sitz in der Voßstraße 29/30.
Im Februar 1904 erwarb die Preußische Pfandbriefbank das als Palais Borsig bekannte Gebäude Voßstraße 1/Ecke Wilhelmstraße und bezog es nach umfangreichen Umbaumaßnahmen im Herbst 1904. Anschließend hatte sie dort bis 1933 ihren Sitz. Im 1934 wurde das Gebäude für 1.250.000 RM vom Reich angekauft und ging in Reichsbesitz über.
1926/27 übernahm die Preußische Pfandbriefbank die 1922 gegründete Landwirtschaftliche Pfandbrief-Bank (Roggen-Rentenbank) und danach die Preußische Hypotheken-Aktien-Bank. 1930 erfolgte die Fusion mit der Preußischen Central-Bodenkredit-AG zur Preußischen Central-Bodenkredit- und Pfandbrief-Bank AG, die ab 12. November 1930 als Deutsche Central-Bodenkredit-AG firmierte. Diese bestand bis 1945.